# Kalle Jalkanen
Kalle Jalkanen, född 10 maj 1907 i Suonenjoki, död 5 september 1941, var en finländsk längdåkare som tävlade under 1930-talet.
Jalkanen första mästerskap blev OS 1936 i Garmisch-Partenkirchen där han ingick i det finländska lag som vann guld i stafett. Vid VM 1937 i Chamonix slutade han på andra plats både på 18 kilometer och i stafett, dessutom blev han fyra på 50 kilometer. På hemmaplan vid VM 1938 i Lahtis vann han guld på 50 kilometer och slutade på tredje plats på 18 kilometer. Hans sista världsmästerskap blev VM 1939 i Zakopane där han blev fyra på 18 kilometer.